# Zbyněk Hejda
Zbyněk Hejda (2 de febrero de 1930, Hradec Králové - 16 de noviembre de 2013, Praga) fue un poeta, ensayista y traductor checo (principalmente de inglés - Emily Dickinson, y alemán - Georg Trakl, Gottfried Benn), generalmente reconocido como uno de los más importantes escritores checos tras la Segunda Guerra Mundial.

## Vida
Estudió filosofía e historia en la Facultad de Artes de la Universidad Carolina de Praga. De 1953 a 1958, fue profesor de historia del Partido Comunista de Checoslovaquia en la Facultad de Artes. De 1958 a 1968, trabajó en el Servicio de Información de Praga, y más tarde, en 1968 comenzó a trabajar en una editorial, pero la dejó el mismo año, junto con todo el personal de la editorial. De 1968 a 1978 trabajó en una librería de segunda mano, hasta que firmó para Carta 77 y se vio obligado a abandonar la librería. De 1981 a 1989 trabajó como cuidador. Desde 1990 hasta 1995 fue profesor de antropología cultural en la segunda Facultad de Medicina de la Universidad Charles.

## Obra
Desde 1959 publica su poesía en revistas literarias, entre ellas Revolver Revue, en la República de Checoslovaquia, y en las revistas checas del exilio, como Svědectví publicado por Pavel Tigrid en París. Él recibió el Premio Tom Stoppard por sus ensayos en 1989 y el Premio Jaroslav Seifert en 1996.